# DKW F102
El DKW F102 es un automóvil que fue producido inicialmente por el fabricante alemán de Auto Union AG y más tarde por Volkswagen AG después de que esta última adquiriera las marcas Auto Union de Daimler-Benz AG en 1964.
Su predecesor fue el Auto Union 1000 y 1000S en 1963. Fue el último modelo desarrollado antes de que Volkswagen tomara posesión, y bajo sus auspicios se proporcionó la base para los posteriores modelos Audi F103.
El F102 apareció con los últimos avances en la tecnología en motores de dos tiempos para su época y de una carrocería de diseño moderno. Sin embargo, el mercado de la década de 1960 consideraba los motores de dos tiempos como pasados de moda, en consecuencia, los F102 se vendieron por debajo de las expectativas de la compañía y fue la fuente de enormes pérdidas financieras.
La producción de los motores de dos tiempos cesó, y el F102 fue rediseñado para adaptarse a un de cuatro cilindros en línea y cuatro tiempos. En este punto el nombre de DKW fue abandonado, y el F103 se convirtió en el primer coche con un emblema de Audi desde la Segunda Guerra Mundial.